# Phausis skelleyi
Phausis skelleyi is een keversoort uit de familie glimwormen (Lampyridae). De wetenschappelijke naam van de soort werd voor het eerst geldig gepubliceerd in 1962 door Fender.